# Snowboard
 (février 2022).

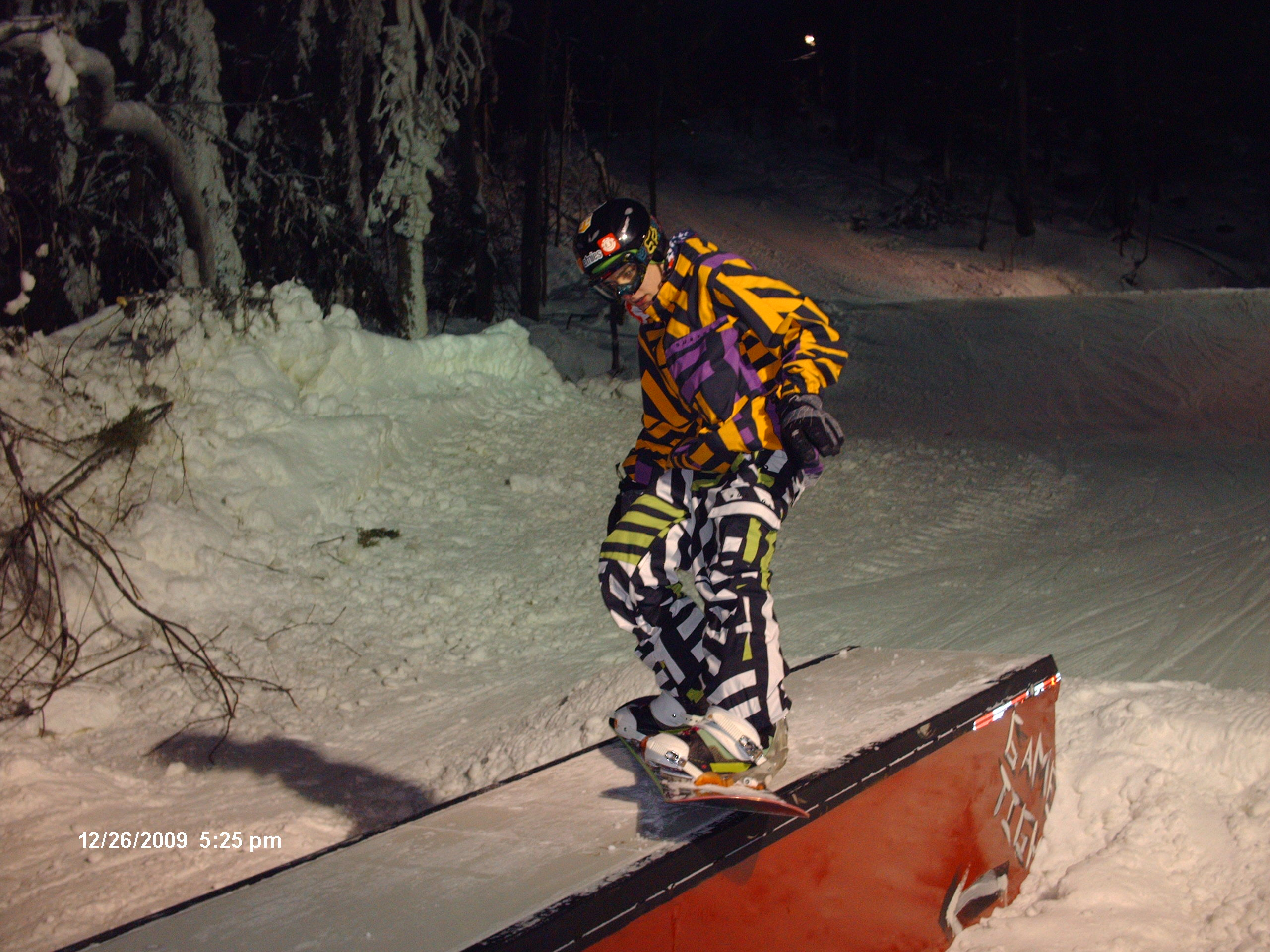
Un snowboardeur qui pratique le Jib.

Le snowboard, surf des neiges, planche à neige au Canada francophone ou plus rarement planche de neige en Europe, est un sport de glisse sur neige. L'équipement se compose d'une planche (board en anglais signifie « planche » et snow signifie « neige »), de fixations dont il existe plusieurs types, et de bottes adaptées. La position sur la planche est proche de celle du skateur : de profil, les pieds posés sur la planche, l'un derrière l'autre.
Les adeptes de ce sport sont appelés planchistes au Québec, nivoplanchistes en France ou snowboardeurs par anglicisme.

## Histoire
Ce sport est un descendant logique du surf des mers et du skateboard. Le surf est une pratique sportive originaire d'Hawaï remontant approximativement au XVe siècle et représente une activité importante dans la culture de ces îles[évasif]. Le surf a aussi inspiré le skateboard, initié en 1950 et au développement plus rapide. Le snowboard connaîtra une mise au point et un développement plus longs que ceux de son aîné mais il gardera l'esprit de ces deux sports.
On retrouve des traces du snowboard chez les Mongols au XVIIIe siècle[réf. souhaitée] puis, plus récemment, dans les années 1920, période durant laquelle des amateurs se sont essayés à la glisse sur la neige, debout sur une planche.[réf. nécessaire]. Les premiers dépôts de brevet attribuent l'invention à Jake Burton. Bien qu'il soit difficile de retracer l'historique de ce sport, de nombreuses personnes ont tenu un rôle déterminant dans sa création ou ont revendiqué sa paternité en participant à sa popularisation :
- M.J. Burchett
- Sherman Poppen brevète le Snurfer en 1965 pour sa fille
- Dimitrije Milovich, fondateur de Winterstick, brevète le swallowtail en 1970
- Flite Snowboards, fondée en 1970
- Tom Sims fonde Sims Snowboards en 1976 après avoir fabriqué un skiboard en 1975
- Jake Burton Carpenter fonde Burton Snowboards en 1977
- Mike Olson et Peter Saari fondent Gnu snowboards en 1978
- Mark Anolik créé un half-pipe en 1979
- Régis Rolland tourne Apocalypse Snow en 1983
- Serge Dupraz commence ses fabrications en 1981[5]
- Claude Etchelecou taille ses premières planches à la Mongie en 83 et enseigne le snowboard au sein de l'école de ski Snow Fun de la Mongie dès l'hiver 84/85
- Gérard Rougier, fondateur de l'Association française de snowboard en 1987
- Maurice Lejeune, fondateur de l'International Snowboard Federation en 1990
- Les frères Sarran (Eric, Alain et Marc) font les premiers essais de surf des neiges à partir de 1981 dans les Pyrénées (Marc avait essayé sans grand succès en 1978 avec un des premiers prototypes Winterstick)
- Jean Philippe Garcia, précurseur du Snowboard freestyle
- Mathias Prinz et Florence Bonnier, fondatrice de l'association Evolusnow et de France Snowboard
- Remi Forsans, fondateur du World Snowboard Day
- Ken Achenback, Camp of Champions.

Quelques années ont été nécessaires avant que le snowboard atteigne une véritable reconnaissance, notamment dans les stations de sports d'hiver qui l'ont pendant un temps interdit[réf. nécessaire]. La station de Ventron n'autorise le snowboard qu'en semaine hors mercredi et hors vacances scolaires.
L'Association française de snowboard, créée en 1987, bénéficiait d'un agrément du ministère de la Jeunesse et des Sports depuis l'existence du snowboard aux jeux olympiques d'hiver de 1998. Elle a été remplacée par la fédération française de ski à partir de 2007.
880 000 planches ont été vendues en 1995, 1,6 million en 1996 puis 2 millions en 1997. Les ventes sont retombées à 1,5 million en 2000 puis 1,43 million en 2003/2004 : 45% en Amérique du Nord 31% en Europe et 23% au Japon.

## Objets de construction
Les snowboards ont été les premières à utiliser une forme caractérisée par une taille de guêpe prononcée : la partie centrale — longitudinalement parlant — de la planche a une largeur plus faible que les extrémités.
Ainsi la carre trace une courbe lors d'une inclinaison de la planche qui permet de réaliser un virage non dérapé à faible vitesse (vitesse habituelle des skieurs sur piste publique). Ce type de construction a été repris sous le terme de parabolique pour les skis, et le snowboard permet donc de faire ces virages et ces courbes si spéciales, irréalisables ni avec des skis modernes et ni par les skieurs de haut niveau capables d'atteindre les vitesses suffisantes pour courber les skis traditionnels.

## Positions
La pratique du snowboard est par essence asymétrique. Ainsi, contrairement au ski, il existe deux positions possibles :
- regular ou pied gauche devant[1] : position consistant à avoir le pied droit à l'arrière ;
- goofy ou pied droit devant[1] : position consistant à avoir le pied gauche à l'arrière.

Le choix pour un pratiquant de l'une de ces deux positions se fait en fonction des prédispositions de chacun.

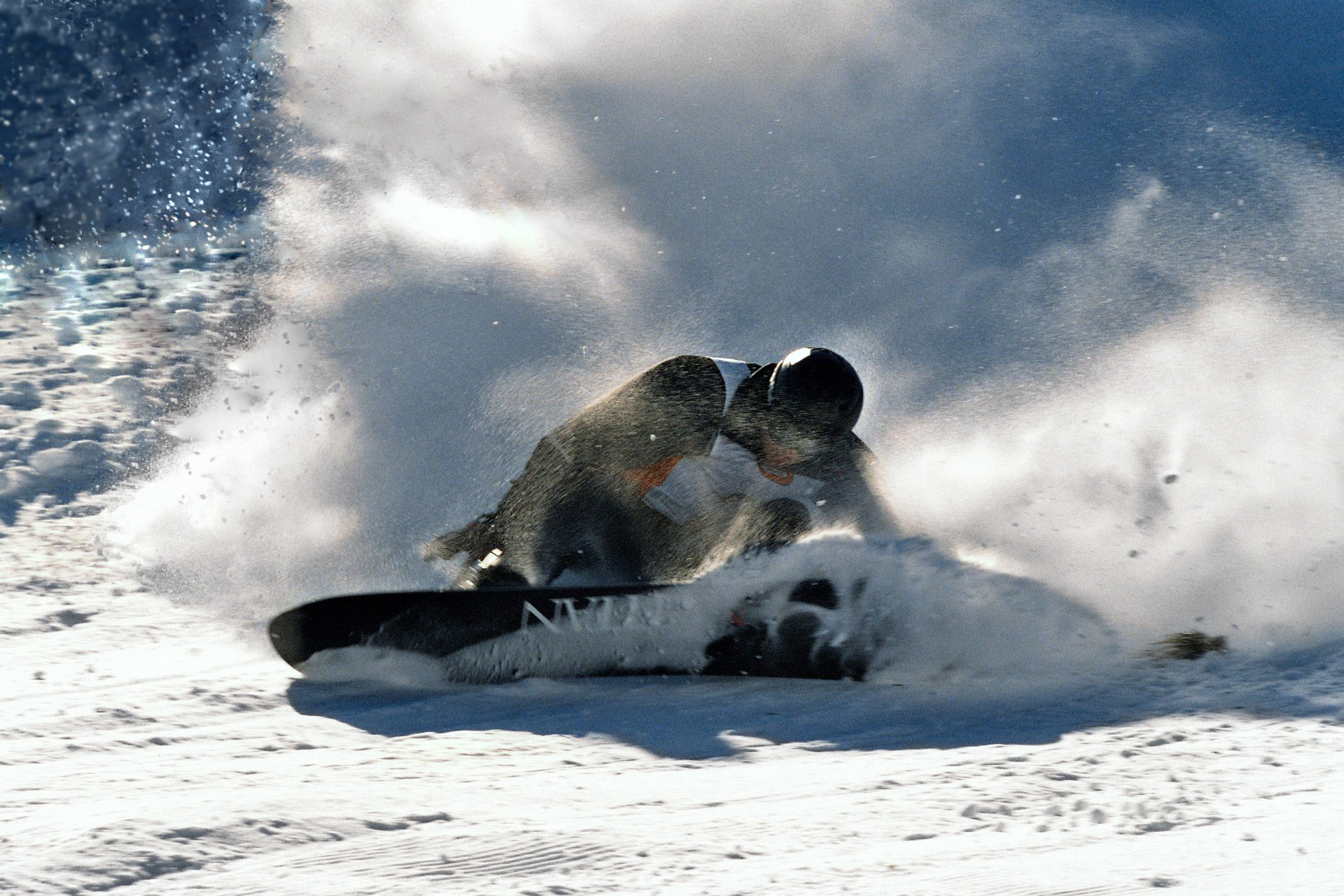
Un dérapage.

## Évolutions et diversifications du snowboard

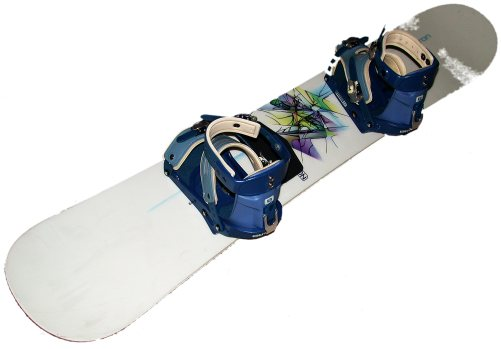
Une planche de freestyle et ses fixations

Au fil des années, le snowboard a beaucoup évolué. Au départ, les planches n'étaient pas équipées de carres, la pratique du snowboard était donc possible uniquement dans la neige profonde. Au fur et à mesure des évolutions, le snowboard s'est séparé en trois grandes branches appelées actuellement : « freeride », « alpin » et « freestyle ». Des styles intermédiaires existent également (le snowboard étant toujours tiraillé entre le besoin de polyvalence et la tentation de la spécialisation toujours plus poussée). Les types de planches utilisés peuvent alors être radicalement différents.

## Big Air
Le Big Air est une discipline de la planche de la neige et du ski qui évalue les athlètes sur un gros saut. Ce même saut pour dépasser les 50 pieds pour permettre au compétiteur d'avoir beaucoup d'amplitude. À l'aide d'une grande rampe, les compétiteurs prennent de la vitesse pour exécuter des figures acrobatiques dans les airs. Les rotations peuvent se faire en « frontside », soit une rotation face-avant, en « backside », où on expose le dos lors du premier 90 degrés et en switch, du mauvais côté en effectuant les rotations citées plus haut. Lors des compétitions, les athlètes ont cinq à six descenteset ils sont notés sur leur deux meilleurs sauts, selon la technique, la hauteur et la complexité des figures. Comparé aux autres disciplines de ces sport, comme le Slopestyle et l'Halfpipe, le Big Air se distingue par une descente notée sur un seul sauts et non un enchainement. Gagnant en popularité, c’est aux Jeux Olympiques de Pyeongchang en 2018  que cette discipline fait son apparition et que Sébastien Toutant, un Canadien, qui remporte la première édition. Cet événement fera ce qui fait grandir la culture de la planche à neige en inspirant de nouveaux jeunes prodiges à pousser les limites de ce sport. On notamment peut citer Marcus Kleveland, un plancheur norvégien qui détient plusieurs records, dont son triple cork à l'âge de 13 ans ainsi que son « double cork » à 11 ans ou encore Ian Mattéoli, un plancheur Italien, qui a été le premier à atterrir un tour surnommé le frontside 2160. » Bref, cette discipline n’a pas fini d’évoluer et de plus en plus de compétition font surface pour montrer la culture de ce sport, dont le « Style expérience d’Edmonton ».    

### Freeride
Le freeride (ou planche hors-piste) regroupe tout ce qui concerne la descente en hors-piste. Ce sont les descendants des premiers snowboards. Le freeride consiste (comme son nom l'indique) à glisser librement, c'est-à-dire en adaptant en permanence sa trajectoire uniquement en fonction du profil de la pente et des obstacles, principalement hors-piste. Les freerideurs privilégient l'aspect nature du sport, la sensation de liberté dans une neige vierge et propre, sur des pentes nivelées par le temps. Lorsque le snowboard a été inventé, c'était dans le but de reproduire sur la neige les sensations du surf. Il n'est donc pas étonnant de retrouver aujourd'hui chez certains freerideurs cet esprit hérité du monde du surf.

### Alpin ou Freecarve
Les planches alpines sont conçues pour une utilisation sur piste damée. Elles présentent donc, de même que des skis, une assez grande rigidité en flexion longitudinale ainsi qu'une très bonne accroche sur la carre. Elles sont les plus appropriées pour enchaîner sur piste des virages sans déraper, appelés « virages coupés » (« conduite coupée » ou carving). Les chaussures utilisées sont rigides (elles sont parfois désignées par l'anglicisme hardboots) ; elles ressemblent aux chaussures de ski mais sont plus souples que ces dernières.
Deux tendances de snowboards alpins se dessinent[Quand ?] :
- les planches de type race : elles sont particulièrement adaptées pour la vitesse et sont utilisées notamment pour les compétitions de slalom et de géant ; elles sont rigides et étroites, afin de pouvoir supporter des appuis violents, et afin de favoriser l'accroche sur neige dure et plane ainsi que la rapidité de changement de carre ; en contrepartie, ces planches sont peu polyvalentes et assez exigeantes tant physiquement que techniquement ;
- les planches de type freecarve : elles sont destinées à une utilisation plus récréative et diversifiée, voire plus "tranquille" ; elles sont plus souples et plus larges, et leurs points forts sont la polyvalence, la (relative) facilité, et l'immense plaisir que leur pratique procure ; en effet, elles privilégient principalement les accélérations dans les courbes (carving), génératrices de sensations, mais elles autorisent aussi les dérapages (braquage, contre-braquage, slashing) ainsi que les évolutions sur neige non damée, tout en s'accommodant aisément des irrégularités des pistes.

Le snowboard alpin a quasiment déserté certaines pistes, notamment les pistes françaises[réf. nécessaire], mais continue à exister sur les pistes suisses ou autrichiennes[réf. nécessaire] (on évalue à 25 % ou 30 % les snowboarders alpins dans ces pays). La quasi-disparition des planches alpines concerne en fait les planches de type race, qui constituaient jusqu'ici la très grosse majorité des planches alpines. Cette quasi-disparition résulte de leur faible polyvalence et de leur exigence, conjuguées au succès des planches freeride et freestyle, ainsi qu'au succès des skis paraboliques[réf. souhaitée]. Quant aux planches de type freecarve, une marque suisse, Swoard, pourrait être à l'origine du renouveau de ce type de planche[réf. souhaitée], ayant parfaitement analysé les raisons de la disparition des planches alpines, puis ayant conçu une planche géniale pour la recherche de plaisir[non neutre]. En outre, cette marque a créé une pratique originale, appelée extremecarving, qui consiste à enchaîner des virages en frôlant la neige sur toute la longueur du corps, d'un côté comme de l'autre.[réf. nécessaire]

### Freestyle

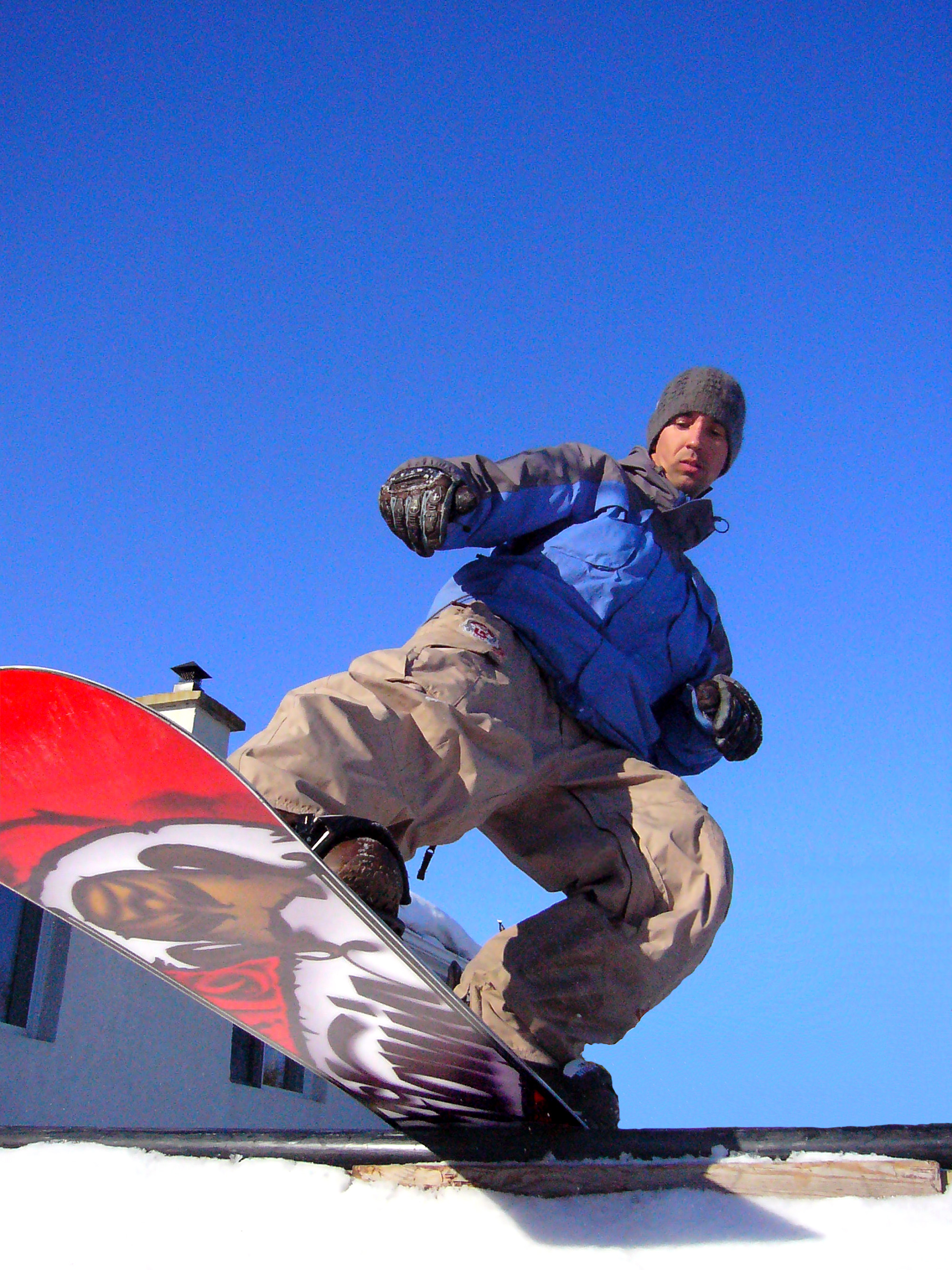
Freestyle en snowboard

Le freestyle (planche acrobatique à neige ou artistique) est la pratique en snowboard de figures, héritière du skateboard. Cette discipline consiste pour ses pratiquants à exécuter des figures libres lors de sauts pratiqués à l'aide de structures diverses utilisées comme tremplin. Elle a principalement lieu dans des snowparks ou en milieu urbain. Les sauts combinent des rotations et des sauts périlleux (flip, rodéo ou misty) associé à des grabs (action de saisir la planche avec la main). Le jib (Slide) implique une utilisation originale de l'environnement urbain où le nivoplanchiste exécute des manœuvres glissées ou appuyés sur des objets fixes. Il s'agit d'un sport très spectaculaire, ce qui explique peut-être son importante médiatisation.

### Jib
Le Jib (aussi appelé Slide et Grind) est une pratique du snowboard freestyle consistant à glisser sur tous types de modules autre que la neige (rails, troncs d'arbre, caisse en plastique, etc.). Le Jib se pratique en snowpark, mais aussi en ville (street). Aujourd'hui, un grand nombre compétitions de snowboard comportent une épreuve de jib ; elles sont souvent organisées au cœur même des villes. Seule une faible quantité de neige est nécessaire à l'entrée et à la sortie du slide, ce qui permet de faire des compétitions de snowboard même dans les pays où il fait chaud.

### Flat
Flat veut dire plat en anglais c'est-à-dire que les figures sont faites sur le sol. Cette discipline est étroitement liée au freestyle, cependant le but ici est de réaliser des enchaînements sur pistes, en s'aidant parfois des mouvements de terrain. Ces enchaînements sont composés de :
- rotations (180°, 360°, 540°, 720° ou plus).
- de nose-press et tail-press (Manual) (rester sur une seule spatule, l'autre spatule ne touche donc pas la neige),
- de toupies (nose/tail-spine) (se mettre en press et tourner tout en descendant), etc.
- manual rocket air : figure apparaissant dans de nombreuses vidéo depuis 2007, il faut réaliser un manual tout en accrochant le nose des deux mains[pas clair].

### Snowkite
Le snowkite (ou planche à neige aérotractée) est la transposition du kitesurf sur la neige, c'est-à-dire l'utilisation d'un cerf-volant de traction pour un snowboard.

## Différents types de matériel

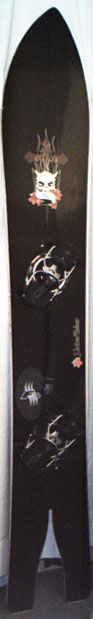
Une planche de type Swallow Tail

### Planches
Chaque planche est destinée, de par sa forme et sa construction à un style de glisse différent et des innovations ne cessent d’apparaître.
Par ordre d'apparition :

#### Swallowtail
Ce nom se réfère à la forme de snowboard : swallow tail signifie « queue d'hirondelle » en anglais. Le terme moins commun de sparrow tail qui signifie « queue de moineau » est utilisé. Ce matériel ne ressemble pas du tout à celui de freeride, et pourtant il est prévu pour la même utilisation. Ces planches sont les descendantes des tout premiers snowboards dont elles gardent la forme générale. Ce sont des planches longues (170 cm minimum avec une moyenne située à 185 cm, les grands spécimens frôlant souvent les 2 mètres), au nez long et progressif (spatule), et à l'arrière en forme de queue d'hirondelle. En neige profonde, la queue d'hirondelle, utilisée comme dérive, sert aussi à enfoncer l'arrière (pour déjauger). En poudreuse, ce sont les planches les plus rapides et offrant le meilleur contrôle. Ces planches sont utilisées souvent avec des boots (ou soft boots, bottes souples) mais certains modèles se prêtent également bien à une utilisation en chaussures rigides. Les premiers swallow tails (de la marque Winterstick) n'avaient pas de carres et ne pouvaient par conséquent pas s'aventurer hors de la neige profonde. Aujourd'hui, les fabricants de ce type de planche sont pour la plupart des artisans de taille modeste (Phénix-snowboards, Miura, Pogo, SwellPanik, BrotherWood, A Snowboard, Apo ou encore Bohême) même si certains industriels du secteur entretiennent la flamme (Rossignol et Nitro notamment).

Engins souvent haut de gamme, les swallow tails sont des planches polyvalentes fonctionnant magnifiquement en profonde mais aussi sur piste, sans pour autant rivaliser avec les planches à tendance alpine, en matière d'accroche et de contrôle sur neige dure.

#### Alpin
La planche alpine est étroite, rigide et présente parfois une asymétrie (même si c'est devenu rare). On utilise en général des fixations à crochets et il existe également des modèles step-in (à chaussage automatique). Dans les deux cas, ces types de fixation sont appelés « plaques ». Il s'agit des systèmes de fixation des premières glisses destinés à la piste. Pour ces fixations, des chaussures rigides sont nécessaires. Au départ, on utilisait des chaussures de ski de randonnée, plus souples que les chaussures de ski normales. Aujourd'hui, il s'agit de chaussures spécifiques beaucoup plus confortables. Elles permettent à la fois un meilleur contrôle, une bonne protection de l'articulation, et une bonne amplitude de flexion. Les modèles les plus avancés sont équipés de systèmes de flexion assistés par ressorts. Ce type de planche et de fixation offre le meilleur contrôle possible sur piste, et particulièrement sur neige dure. Ces dernières années ce type de matériel tend à se séparer en deux catégories : « race » et « freecarve ». Les planches de race sont destinées à la compétition et se déclinent en version slalom et slalom géant, les planches de freecarve sont vouées à une utilisation plus ludique et plus polyvalente, et donc doivent pouvoir s'adapter à toute situation de surf.

#### Freestyle
En l'an 2000, la planche « freestyle » (planche à neige acrobatique) est le matériel le plus communément rencontré en France. Les planches sont plus souples que les alpines, elles sont larges, courtes, symétriques, et les deux extrémités sont relevées de façon égale. Ce type de forme, appelé twin-tip permet un déplacement dans les deux sens indifféremment. La planche n'a plus d'avant et d'arrière prédéfinis.Ces planches peuvent contenir plusieurs courbes, la plus courante est la cambrée (camber) sous la même forme d'un arc dans le milieu finissant plates[Quoi ?] à chaque emplacement des fixations et aux extrémités relevées, ce type de planche est propice à tous les types de planchistes. Pour les amateurs de parc à neige (snowpark), il existe la forme non-cambrée (rocker) dans ce sens nous avons la forme inverse du cambré, c'est-à-dire, nous allons avoir l'axe de l'arc inverse du milieu jusqu'aux deux extrémités de la planche, ce qui va donner une meilleure flexibilité et maniabilité à la planche dans des vitesses plus lentes et des mouvements moins contrôlés. Ces planches sont généralement utilisées avec des chaussures souples (appelées « soft boots »).
Comme les chaussures rigides, celles-ci existent en deux versions : standard ou step-in. Le modèle standard, plus courant, nécessite l'utilisation de fixations à lanières (appelées « coques »). Ce système de fixation était déjà celui des tout  premiers snowboards à fixation, à l'époque en hors-piste exclusivement. À ce jour, il existe trois types de fixations pour « soft boots » : les coques, les fixations à insertion par l'arrière que la marque Flow a popularisées, et les step-in. Ces types de fixation et de chaussures sont utilisés dans toutes les disciplines sauf le slalom (freeride, freestyle, slopestyle, etc.).

#### Freeride
Ce matériel est parfois confondu avec celui de freestyle, car sa forme s'y apparente. Toutefois, il s'agit bien d'un matériel spécifique. Les planches « freeride » (ou planches hors piste), sont plus longues que celles de freestyle. Plus solides aussi, rigides, ce sont des planches stables pour tracer sa marque dans la poudreuse. Comme celles de freestyle, elles sont larges, symétriques et bispatulées. On les utilise en général avec le même type de fixation et des chaussures souples. Il s'agit de matériel pour le hors piste. À noter que la flexibilité de la planche est différemment orientée par rapport aux planches freestyles. Les freerides sont plus rigidifiées sur la partie arrière pour avoir davantage de relance et puissance sur l'appui arrière.
Le modèle freeride est appelé "directionnel" dans le langage plus technique.

#### Boardercross
Ce matériel ressemble également à ceux de freeride et de freestyle. Mais les planches ont une longueur intermédiaire, sont aussi rigides que des alpines, parfois même plus afin de compenser leur largeur et enfin leur nose et leur tail sont moins relevés. Elles s'utilisent avec des systèmes soft boots assez rigides, ou bien avec des chaussures d'alpin. C'est le matériel que l'on utilise pour les compétitions du même nom. C'est une sorte d'intermédiaire entre l'alpin et le freestyle.

#### Splitboard
Il existe plusieurs formes de splitboard. Ce qu'elles ont toutes en commun est d'être constituées de plusieurs planches accrochées entre elles (en général il n'y a que deux parties, mais parfois 3 avec une partie centrale qui se porte sur le sac à dos à la montée, et qui peut être également séparée en 2 pour réduire l'encombrement, on parle alors de spliboard 2, 3 ou 4 parties). Ces planches peuvent être séparées et utilisées comme des skis de randonnée. On les utilise avec des peaux de phoques pour les ascensions. Arrivé au sommet, on retire les fixations, on assemble de nouveau la planche, et on repositionne les fixations en positions de snowboard. Ces planches ne sont pas réputées particulièrement performantes mais offrent de grands avantages pour les amateurs de randonnées. À la montée, les avantages du ski, à la descente les avantages du snowboard, le tout sans avoir à porter dans le dos un matériel alternatif.

### Fixations
Comme pour les planches, les fixations sont différentes selon le style de glisse et le type de planche utilisé : 

#### Fixations à plaques
Ce type de fixation s'utilise avec des bottes rigides, semblables à des chaussures de ski avec une flexion adaptée mais qui ne se déchaussent pas automatiquement en cas de chute, contrairement au ski. Ces fixations rigides et très réactives sont utilisées généralement sur les snowboards alpins voire sur les snowboards à queue de pie ou d'hirondelle (swallowtail) et les planches à caractère alpin telles les "boardercross" ou freecarve.

#### Fixations coques
Les fixations coques sont le type de fixation le plus répandu. Elles couvrent un large éventail de styles de glisse : boardercross, freeride, freestyle et flat.

## Disciplines du snowboard

### Course
On[style à revoir] retrouve à peu près les mêmes type d'épreuves qu'en ski : descente, slalom, slalom géant, slalom géant parallèle et kilomètre lancé.

### Freestyle
Le freestyle (ou planche acrobatique à neige ou artistique) est la pratique en snowboard de figures, héritière du skateboard. Cette discipline consiste pour ses pratiquants à exécuter des figures libres lors de sauts pratiqués à l'aide de structures diverses utilisées comme tremplin. Elle a principalement lieu dans des snowparks, en milieu urbain ou hors piste (certains parlent alors de backcountry, que l'on peut traduire par arrière-pays). Les sauts combinent des rotations et des sauts périlleux (flip, rodéo ou misty) associé à des grabs (action de saisir la planche avec la main)I l existe même des figures ou le snowboarder a seulement un pied attaché au snow. Le jib (Slide) implique une utilisation originale de l'environnement urbain où le planchiste exécute des manœuvres glissées ou appuyés sur des objets fixes. Il s'agit d'un sport très spectaculaire, ce qui explique peut-être son importante médiatisation. Cette discipline est très ressemblante au skateboard.
En 2002 a été fondé le Ticket To Ride (TTR) World Snowboard Tour par Terje Haakonsen, icône du snowboard et d'autres professionnels du milieu. Le TTR regroupe aujourd'hui environ 150 évènements de snowboard freestyle et est devenu le circuit mondial de référence pour le snowboard freestyle de compétition.

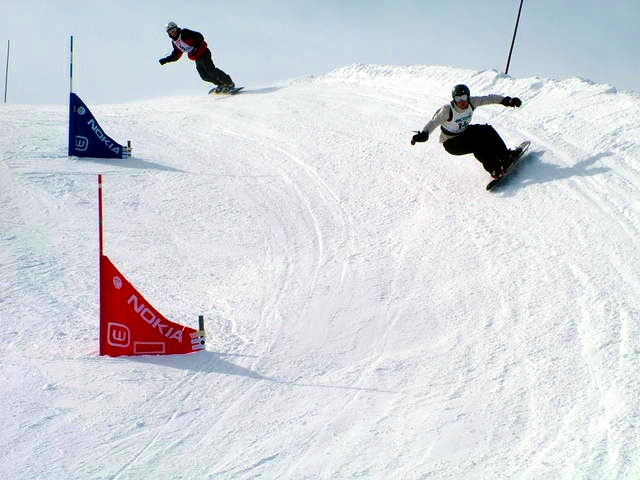
Virage relevé en Boardercross

### Boardercross
La discipline boardercross est un type de course où les snowboarders courent à plusieurs en même temps sur une piste au relief tourmenté (virages, sauts, etc.).
Cela débute par les qualifications, où le temps du coureur est pris en compte.
Après cela, les qualifiés s'élancent à 4 en même temps. Les 2 premiers sont ainsi qualifiés pour effectuer une nouvelle manche.
Le boardercross est un mélange de course et de freestyle avec quelques sauts.

## Sécurité
Les accidents touchent surtout les membres supérieurs au niveau du poignet, du coude, de l'épaule, mais aussi les membres inférieurs, essentiellement la cheville. On note également des blessures du coccyx à la suite d'une chute ou de dommages au bas de la colonne consécutifs à une collision entre un snowboarder assis par terre et les skis ou le snowboard d'une personne glissant dans son dos.
Les débutants sont les plus à risque dans les premières heures de pratique.
En France plus de 10 000 fractures du poignet sont consécutives à une chute en snowboard.
La prévention passe par le port d'un matériel de protection adapté: les attelles rigides pour le patinage à roulettes sont fortement déconseillées car responsables de fractures graves situées à la partie supérieure de l'attelle. Il est conseillé d'utiliser un matériel de protection qui permet une mobilité du poignet mais empêche l'extension forcée du poignet lors des chutes.
Pour débuter, il est conseillé de commencer sur une piste non damée car trop dure en cas de chute, une neige souple et sur une pente minime. Un skieur alpin confirmé ne doit pas sauter cette étape car le snowboard est véritablement un autre sport. Toutes ces précautions prises, le néophyte aura le plaisir de découvrir un sport de glisse dont l'apprentissage élémentaire est assez rapide.
Le port du casque est, quant à lui, fortement recommandé. En effet la tête est une des parties du corps les plus exposées lors de chutes(environ 10 % de blessures à la tête en 2004, contre 17 % pour les poignets et mains). Cependant une blessure à la tête a souvent de plus lourdes conséquences qu'une blessure au poignet. Il est maintenant obligatoire, depuis le 2 février 2007, dans tous les parcs à neiges.

## Snowboarders professionnels renommés
- Todd Richards
- Sébastien Toutant (Seb Toots)
- Maxence Parrot (Max Parot)
- Shaun White
- Craig Kelly†
- Jake Burton Carpenter†
- Terje Haakonsen (Easy Rider)
- Régis Rolland (Apocalypse Snow)
- Travis Rice (That's it, that's all) (Neverland)
- Gigi Rüf (Resonance)
- Shaun Palmer
- Ståle Sandbech
- Mark McMorris
- Estelle Balet†
- Karine Ruby†

## Films sur le snowboard

### Snowboard Film Festival
Le Snowboard Garden Festival propose chaque année mi-octobre à Grenoble une sélection internationale des meilleurs films de snowboard de la saison.

### Au cinéma
- La Nuit de la Glisse
- Trilogy Apocalypse Snow
- Snowboarder
  - Des doublures célèbres : pour assurer les nombreuses scènes de glisse du film, le réalisateur Olias Barco a fait appel à de grands noms du snowboard, tels que Wilfried Forrestier, Jean-Baptiste et Jonathan Charlet, Marc-André Tarte, Jonathan Collomb-Patton, Aurélien Ducroz, Aurélien Richard, Stéphane Routin, Sam Beaugey ou encore Lucas Benacchio.
- First Descent
- Vague de froid
- Marco, étoile filante, de Bertrand Delapierre, sur Marco Siffredi
- Think Thanks, Thanks Brain, (2007) artistique, moins sérieux, spontané, passionné, innovant, une alternative plus représentative de l'esprit originel du snowboard que les productions à gros budget.
- That's it That's all, de Travis Rice (2008)
- The Art of Flight, de Travis Rice (2011)
- James Bond 007 - Dangereusement vôtre, (1985) à la 3e minute Bond transforme un ski de motoneige en snowboard
- Chalet Girl
- Tout là-haut (2017)

### Série télévisée
- Whistler série télévisuelle sur l'histoire d'une légende de snowboard de la station de Whisler.
- Johnny Tsunami